# Dieceza de Regensburg

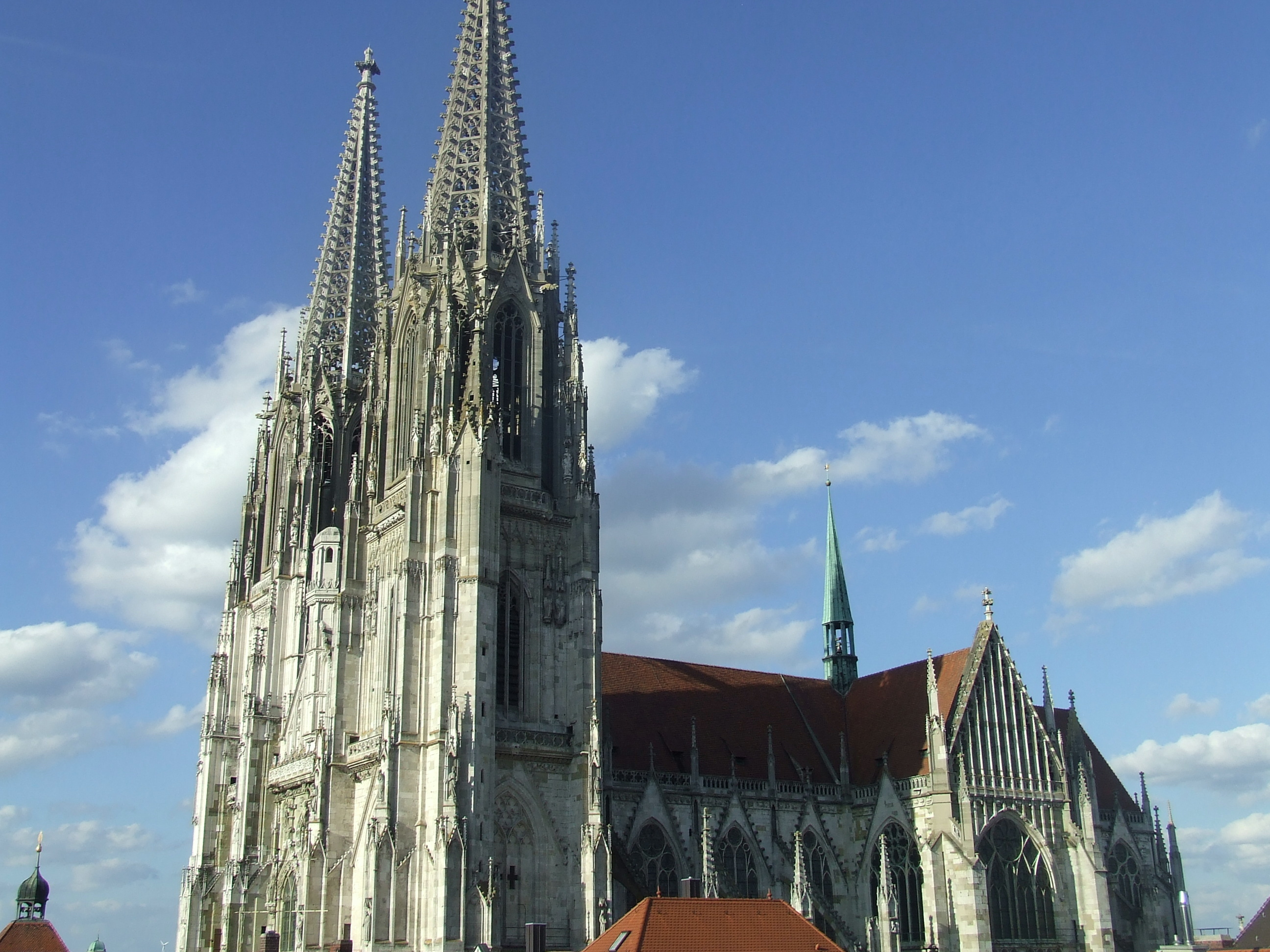
Catedrala din Regensburg

Dieceza de Regensburg (în latină Dioecesis Ratisbonensis) este una din cele douăzecișișapte de episcopii ale Bisericii Romano-Catolice din Germania, cu sediul în orașul Regensburg. Dieceza de Regensburg se află în provincia mitropolitană a Arhidiecezei de München și Freising.

## Istoric
Episcopia a fost fondată în anul 739 de către sfântul Bonifaciu. O bună perioadă de timp a fost sufragană a Arhiepiscopiei de Salzburg. În secolul al XIX-lea episcopia de Regensburg a devenit arhiepiscopie mitropolitană. După un scurt timp a fost retrogradată și trecută sub autoritatea Arhiepiscopiei de München și Freising.
Între 2002-2012 episcop de Regensburg a fost Gerhard Ludwig Müller, ulterior cardinal prefect al Congregației pentru Doctrina Credinței (până în 2017).
Începând cu anul 2012 episcop de Regensburg este Rudolf Voderholzer.